# 小行星7066
小行星7066（Nessus，发音为/ˈnɛsəs/），中文譯為毒龍星，是一顆半人馬小行星，於1993年4月26日被戴维·拉比诺维茨（David L. Rabinowitz）在基特峰國立天文台的太空監視計畫中發現。它的臨時名稱公布在1993年5月13日的IAUC 5789號快訊上，標示為1993 HA2。這是他發現的第二顆半人馬小行星（前一顆為小行星5145，Pholus），也是當時已知的第三顆（第一顆是小行星2060，開朗）。

## 軌道
7066毒龍星的軌道週期為122.4年，軌道離心率0.52，對黃道的傾斜角為15.6度。近日點的距離比天王星更靠近太陽，遠日點則在海王星軌道之外。
半人馬小行星的軌道因為氣體巨星的攝動是不穩定的。毒龍星是一顆SE半人馬小行星，因它的近日點受到土星控制，而遠日點則受到古柏帶的控制。估計毒龍星相對的軌道半生命期為490萬年 對軌道的50周推論，認為毒龍星在過去二萬年間為接近任何一顆行星至1AU的距離之內。

## 命名
毒龍星的命名非常有趣，並且打破了傳統。一位在美國的Zane B. Stein，兩位是在德國的Dieter Koch和Robert Von Heeren，這三位占星學家當時時都獨自在研究1993 HA2，看它是否有任何占星學上的意義。各自分別寫信給天文學家David L. Rabinowitz、Alan Stern、Jim Scotti和Dr. Brian Marsden，這些占星學家不約而同的都建議以神話中的半人馬族的成員涅索斯來命名。
Marsden接受了它們的建議，並且向國際天文學會提出建議，這個名稱在1997年4月22日獲得批准，正式將1993 HA2的官方名稱定為7066毒龍星。這是占星學家和天文學家前所未有的合作，聯手為一顆小行星命名。

## 外部連結
- Orbital simulation （页面存档备份，存于） from JPL (Java) / Ephemeris （页面存档备份，存于）
- Spacewatch
- Asteroid/Comet connection （页面存档备份，存于）
- The Centaur Research Project （页面存档备份，存于）
- an account of the naming （页面存档备份，存于）
- Nessus in astrology （页面存档备份，存于）
- Astrological keywords for Nessus （页面存档备份，存于）

| 前一小行星： (7065) 1992 PU2 | 小行星列表 | 後一小行星： 7067 Kiyose |